# Кирпичный (Алтайский край)
Кирпи́чный — посёлок в Смоленском районе Алтайского края. Входит в состав Верх-Обского сельсовета.

## География
Расположен на левом берегу реки Катунь, между посёлками Верх-Обский и Усть-Катунь.

## Население
| 1997 | 1998 | 1999 | 2000 | 2001 | 2002 |
| ---- | ---- | ---- | ---- | ---- | ---- |
| 52   | ↗55  | ↗68  | ↘63  | →63  | ↗66  |
| 2003 | 2004 | 2005 | 2006 | 2007 | 2008 |
| ↗75  | ↗81  | ↗82  | ↗85  | ↘74  | ↗76  |
| 2009 | 2010 | 2011 | 2012 | 2013 |      |
| ↗84  | ↘70  | ↗72  | ↘70  | ↘69  |      |

Национальный состав
Согласно результатам переписи 2002 года, в национальной структуре населения русские составляли 93 %.